# Античні епіграфи
«Античні епіграфи» — балет, створений на основі  Нью-Йорк балету майстром балету  Джеромом Роббінсом за оркестрованою версією « Шість епіграфів» Дебюссі, L131, для фортепіано, у чотири руки, 1914 року:
- «Закликати Пана, бога літнього вітру» «За безіменну могилу»  «Щоб ніч була сприятлива»  «Для танцівниці гримучої змії»  «Для єгиптян»  «Вранці дякувати дощу »

і його Syrinx, L129, мелодія для флейти без супроводу 1913 року. Шість антикварних епіграфів спочатку були написані для супроводу поезії в прозі П'єра Луї « Les Chansons de Bilitis», яка нібито була перекладом щойно знайдених автобіографічних віршів коханця і сучасника Сафо . Прем'єра відбулася 2 лютого 1984 року в Театрі штату Нью-Йорк, Лінкольн-центр, у костюмах Флоренс Клоц і освітленням Дженніфер Тіптон .

## Зліпки

### Оригінал
- NY Times [Архівовано 13 грудня 2021 у Wayback Machine.], Анна Кіссельгоф, 12 лютого 1984 року

| - NY Times [Архівовано 13 грудня 2021 у Wayback Machine.] by Anna Kisselgoff, February 4, 1984 - NY Times [Архівовано 13 грудня 2021 у Wayback Machine.] by Jack Anderson, February 21, 1984 | - NY Times [Архівовано 13 грудня 2021 у Wayback Machine.] by Jack Anderson, June 18, 1984 - NY Times [Архівовано 13 грудня 2021 у Wayback Machine.] by Gia Kourlas, May 17, 2008 |